# 尤利乌斯·保卢斯
尤利乌斯·保卢斯（英語：Julius Paulus Prudentissimus），约公元2世纪至公元3世纪前后活动。古罗马法学家与禁卫军将领，他早年事迹鲜为人知。后供职于古罗马高层，他撰写了大量有关法律的著作，促进了公元3世纪的古罗马法律的完善与发展，现仍有不少关于古罗马法律的作品被归入其名下。拜占庭帝国皇帝查士丁尼一世主持修订的《学说汇纂》中约有六分之一的内容来自保卢斯。

## 扩展阅读
- The Ancient Library
- The Roman Law Library by Yves Lassard and Alexandr Koptev.
- Google book : Latin Literature A History, Gian Biagio Conte （页面存档备份，存于）